# Philipp Flach von Schwarzenberg

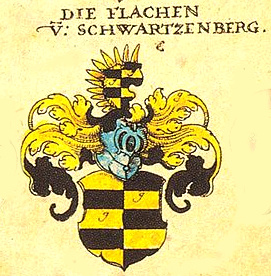
Wappen der Flach von Schwarzenberg

Philipp Flach von Schwarzenberg (* um 1525; † 10. März 1594 in Heitersheim) war von 1571 bis 1573 Großbailli des Johanniterordens, und von 1573 bis 1594 Großprior von Deutschland des Johanniterordens und Reichsfürst von Heitersheim.

## Leben und Laufbahn
Philipp Flach von Schwarzenberg wurde um 1525 geboren. Philipp stammte aus dem rheinischen Adelsgeschlecht der Flach von Schwarzenberg. Sein Vater war Eberhard Flach von Schwarzenberg und seine Mutter Amalia (Ammel) von Ellenbach.
Der Stammburg des Geschlechts liegt im saarländischen Landkreis Merzig-Wadern.  Am 5. August 1546 wurde er in Malta in den Johanniterorden aufgenommen und leistete anschließend den nach den Statuten geforderten Dienst auf Malta. Von Juli 1555 bis Mai 1559 war er Stellvertreter des Großbailli Adam von Schwalbach, der 1567 zum Großprior avancierte. 1565 erhielt er die Kommenden Trier und Überlingen. 1568 ist er als Kommendator in Saint-Jean-de-Bassel und Dorlisheim nachgewiesen. Im Türkenkrieg 1566–1568 war er Kommandeur der Donauflottille. Der auf Adam von Schwalbach folgende Großbailli Joachim Sparr von Trampe fiel in der Schlacht von Lepanto am 7. Oktober 1571. Am 14. November 1571 erhielt nun Philipp Flach von Schwarzenberg dieses Amt. Am 3. Oktober 1573 wurde er dann zum Großprior des Johanniterordens in Deutschland gewählt. Mit der Wahl zum Großprior war er auch Kommendator der Kommende Bubikon geworden. Nachdem der protestantisch gewordene Herrenmeister der Ballei Brandenburg Martin Graf von Hohnstein einer Aufforderung des Großmeisters Jean de la Cassière in Malta zu erscheinen, nicht nachgekommen war, wurden die Mitglieder der Ballei Brandenburg durch den Großmeister aus dem Johanniterorden ausgeschlossen. Da der Großmeister diese Entscheidung ohne die Befragung des Ordensrates fällte, leitete Großprior Philipp Flach von Schwarzenberg diese Entscheidung nicht an die Ballei Brandenburg weiter. Stattdessen schuf er das neue Amt eines Balli von Brandenburg, das immer mit einem katholischen Großkreuz-Träger besetzt wurde, um die Anzahl der deutschen Grosskreuz-Träger nicht zu verringern; de facto nur ein Titel. Die Ballei Brandenburg blieb somit Teil des Johanniterordens. Philipp Flach war durch seine Stellung und Inhaber der Herrschaft Heitersheim auch Reichsfürst.